# (466612) 2014 VZ5
(466612) 2014 VZ5 es un asteroide perteneciente al cinturón de asteroides, descubierto el 11 de septiembre de 2010 por el equipo Spacewatch desde el Observatorio Nacional de Kitt Peak (Arizona, Estados Unidos).